# 다산가람초등학교
다산가람초등학교는 대한민국 경기도 남양주시에 있는 공립 초등학교이다.

## 연혁
- 2018년 9월 1일 다산가람초등학교 개교
- 2018년 9월 1일 일반 19학급, 특수 1학급 편성
- 2018년 9월 1일 다산가람초등학교 병설유치원 개원
- 2018년 9월 1일 일반 3학급, 특수 1학급 편성